# Chaker Zouaghi
Chaker Zouaghi (arabisch شاكر الزواغي, DMG Šākir az-Zawāġī; * 10. Januar 1985 in Tunesien) ist ein ehemaliger tunesischer Fußballspieler.
Von 2001 bis 2006 und in der Saison 2009/2010 stand er beim tunesischen Verein Étoile Sportive du Sahel aus Sousse unter Vertrag. In den Jahren 2006 bis 2009 spielte er bei Lokomotive Moskau in Russland. Im Juli 2010 wechselte er zum Schweizer Verein FC Zürich. Dort erreichte er mit seiner Mannschaft die Vizemeisterschaft 2011. In der darauffolgenden Spielzeit kam er nur unregelmäßig zum Einsatz und verließ den Klub nach zwei Jahren. Er heuerte im Sommer 2012 bei Espérance Tunis an. Auch hier kam er nur selten zum Zuge. Im zweiten Halbjahr 2013 war er ohne Verein, ehe ihn Anfang der FK Olmaliq nach Usbekistan holte. Nach einer Saison schloss er sich Ligakonkurrent Bunyodkor Taschkent an. Mitte 2016 wechselte er zu al-Khaleej in die Vereinigten Arabischen Emirate, wo er seine Karriere ein Jahr später beendete.
Von 2005 bis 2008 war Zouaghi Spieler in der tunesischen Nationalmannschaft. Beim Afrika-Cup 2008 kam er in allen drei Vorrundenspielen zum Einsatz.